# لوسیل وارد
لوسیل وارد (انگلیسی: Lucille Ward؛ ‏ ۲۵ فوریهٔ ۱۸۸۰ – ۸ اوت ۱۹۵۲) بازیگر اهل ایالات متحده آمریکا بود.
از فیلم‌هایی که وی در آن نقش داشته‌است، می‌توان به فروشنده دوره‌گرد، زن دنیادیده، کالیفرنیا درست روبه‌رو، دلبر و دغل، دشمن مردم و دختری در لیموزین اشاره کرد.